# Pattinaggio di velocità agli XI Giochi olimpici invernali - 1500 m maschile
La competizione dei 1500 m maschili di pattinaggio di velocità agli XI Giochi olimpici invernali si è svolta il giorno 6 febbraio 1972 sulla pista del Makomanai Open Stadium a Sapporo.

## La gara
Super favorito l’olandese Ard Schenk che stava tentando di vincere tutte le quattro gare di Sapporo, ma nella prova dei 500 metri  cadde appena partito sfumando il poker, ma era il favorito in questa gara, avendo già vinto l’oro dominando i 5000 metri  due giorni prima. Schenk aveva già stabilito 15 record mondiali nella sua carriera, e fu campione del mondo nel 1970-71 e campione europeo nel 1970 e nel 1972. I 1500 erano probabilmente la sua miglior distanza - aveva il record mondiale di 1’58”7, aveva vinto una medaglia d'argento a Grenoble 1968. 
Nella sesta batteria, il norvegese Roar Grønvold e lo svedese Göran Claeson sono entrati nelle prime due posizioni, finendo rispettivamente in 2’04”26 e 2’05”89. Grønvold aveva già vinto l'argento nei 5000, e con il suo tempo guadagnò un altro argento, con Claeson bronzo. Schenk vinse l’oro iniziando a un ritmo moderato, ma era comodamente in testa a 1100 metri e chiuse in 2’02”96 per la sua seconda medaglia d'oro a Sapporo.

## Risultati
| Pos.    | Atleta                  | Nazione          | 300 m. | 700 m.  | 1100 m  | 1500 m  | Nota            |
| ------- | ----------------------- | ---------------- | ------ | ------- | ------- | ------- | --------------- |
| Oro     | Ard Schenk              | Paesi Bassi      | 26"75  | 57"95   | 1'29"91 | 2'02"96 | Record olimpico |
| Argento | Roar Grønvold           | Norvegia         | 26"19  | 57"77   | 1'30"67 | 2'04"26 |                 |
| Bronzo  | Göran Claeson           | Svezia           | 27"06  | 58"08   | 1'32"05 | 2'05"89 |                 |
| 4       | Bjørn Tveter            | Norvegia         | 26"27  | 58"00   | 1'31"63 | 2'05"94 |                 |
| 5       | Jan Bols                | Paesi Bassi      | 26"86  | 59"30   | 1'32"40 | 2'06"58 |                 |
| 6       | Valery Lavrushkin       | Unione Sovietica | 27"23  | 59"46   | 1'32"50 | 2'07"16 |                 |
| 7       | Dan Carroll             | Stati Uniti      | 27"21  | 59"07   | 1'32"65 | 2'07"24 |                 |
| 8       | Kees Verkerk            | Paesi Bassi      | 27"06  | 59"26   | 1'34"14 | 2'07"43 |                 |
| 9       | Johnny Höglin           | Svezia           | 26"61  | 59"24   | 1'33"01 | 2'08"11 |                 |
| 10      | Kimmo Koskinen          | Finlandia        | 26"76  | 59"11   | 1'33"13 | 2'08"18 |                 |
| 11      | Svein-Erik Stiansen     | Norvegia         | 27"02  | 58"46   | 1'32"34 | 2'08"63 |                 |
| 12      | Gerd Zimmermann         | Germania Ovest   | 27"53  | 1'00"27 | 1'34"13 | 2'08"95 |                 |
| 13      | Dag Fornæss             | Norvegia         | 27"19  | 59"65   | 1'33"73 | 2'09"52 |                 |
| 14      | Gary Jonland            | Stati Uniti      | 25"88  | 57"57   | 1'32"19 | 2'09"55 |                 |
| 15      | Göran Johansson         | Svezia           | 27"72  | 59"67   | 1'33"24 | 2'09"66 |                 |
| 16      | Johan Granath           | Svezia           | 26"1   | 58"7    | 1'32"9  | 2'10"21 |                 |
| 17      | Jouko Salakka           | Finlandia        | 27"29  | 1'00"19 | 1'34"44 | 2'10"22 |                 |
| 18      | Bruno Toniolli          | Italia           | 27"5   | 1'00"4  | 1'34"7  | 2'10"24 |                 |
| 19      | Eddy Verheijen          | Paesi Bassi      | 28"00  | 1'00"48 | 1'35"10 | 2'10"96 |                 |
| 20      | Mutsuhiko Maeda         | Giappone         | 26"43  | 58"82   | 1'34"20 | 2'11"09 |                 |
| 21      | Valerij Muratov         | Unione Sovietica | 26"44  | 58"37   | 1'33"00 | 2'11"83 |                 |
| 22      | Kiyomi Ito              | Giappone         | 28"11  | 1'01"59 | 1'36"34 | 2'11"96 |                 |
| 23      | Bob Hodges              | Canada           | 27"6   | 1'00"6  | 1'35"6  | 2'12"13 |                 |
| 24      | Colin Coates            | Australia        | 27"5   | 1'00"8  | 1'35"8  | 2'12"14 |                 |
| 25      | Bill Lanigan            | Stati Uniti      | 27"63  | 1'00"78 | 1'36"26 | 2'12"31 |                 |
| 26      | Kevin Sirois            | Canada           | 28"1   | 1'01"9  | 1'37"4  | 2'13"99 |                 |
| 27      | Giancarlo Gloder        | Italia           | 27"7   | 1'01"7  | 1'37"5  | 2'14"07 |                 |
| 28      | Seppo Hänninen          | Finlandia        | 27"0   | 1'01"3  | 1'36"8  | 2'14"52 |                 |
| 29      | David Hampton           | Gran Bretagna    | 28"33  | 1'02"17 | 1'37"42 | 2'14"60 |                 |
| 30      | Clark King              | Stati Uniti      | 27"6   | 1'01"4  | 1'37"0  | 2'14"83 |                 |
| 31      | Otmar Braunecker        | Austria          | 27"5   | 1'01"4  | 1'36"9  | 2'14"88 |                 |
| 32      | Herbert Schwarz         | Germania Ovest   | 28"0   | 1'02"2  | 1'38"3  | 2'15"42 |                 |
| 33      | Richard Tourne          | Francia          | 28"7   | 1'03"0  | 1'39"1  | 2'16"37 |                 |
| 34      | Leo Linkovesi           | Finlandia        | 26"3   | 1'00"0  | 1'36"7  | 2'16"86 |                 |
| 35      | Jeong Chung-Gu          | Corea del Sud    | 27"44  | 1'00"27 | 1'36"92 | 2'17"36 |                 |
| 36      | Andy Barron             | Canada           | 29"9   | 1'04"7  | 1'40"3  | 2'17"71 |                 |
| 37      | John Blewitt            | Gran Bretagna    | 28"9   | 1'04"4  | 1'41"3  | 2'18"96 |                 |
| 38      | Luvsanlkhagvyn Dashnyam | Mongolia         | 28"13  | 1'02"37 | 1'39"78 | 2'20"42 |                 |
| 39      | Jim Lynch               | Australia        | 29"6   | 1'06"9  | 1'45"5  | 2'26"69 |                 |